# Tomasz Piotrowski (siatkarz)
Tomasz Piotrowski (ur. 2 września 1997 w Nowym Sączu) – polski siatkarz, grający na pozycji przyjmującego. 
Od 1 czerwca 2024 jego żoną jest siatkarka Martyna Świrad.

## Sukcesy klubowe

### młodzieżowe
Mistrzostwa Polski Kadetów:
- 2014

Mistrzostwa Polski Juniorów:
- 2015
- 2016

Młoda Liga:
- 2016
- 2017

Mistrzostwa Polski U-23:
- 2017

### seniorskie
I liga:
- 2022[6], 2025[7]
- 2021

PlusLiga:
- 2023[8]

## Nagrody indywidualne
- 2017: Najlepszy przyjmujący turnieju finałowego Młodej Ligi w sezonie 2016/2017